# Jean-Jacques Perrey
Jean-Jacques Perrey (Amiens, 20 gennaio 1929 – Morges, 4 novembre 2016) è stato un compositore francese.
Considerato un pioniere del sintetizzatore Moog, Perrey fu anche il maggiore proponente dell'Ondioline, "antenato" del sintetizzatore che rese noto negli Stati Uniti. Il suo album The In Sound From Way Out!, realizzato con Gershon Kingsley, è considerato una pietra miliare della musica elettronica "di consumo". La musica di Perrey è sempre stata caratterizzata dal largo uso di suoni pre-registrati.

## Biografia
Dopo aver studiato per alcuni anni musica e medicina fino al 1952, Perrey conobbe Georges Jenny, l'inventore dell'Ondioline: uno strumento musicale elettronico che i due iniziarono a promuovere.

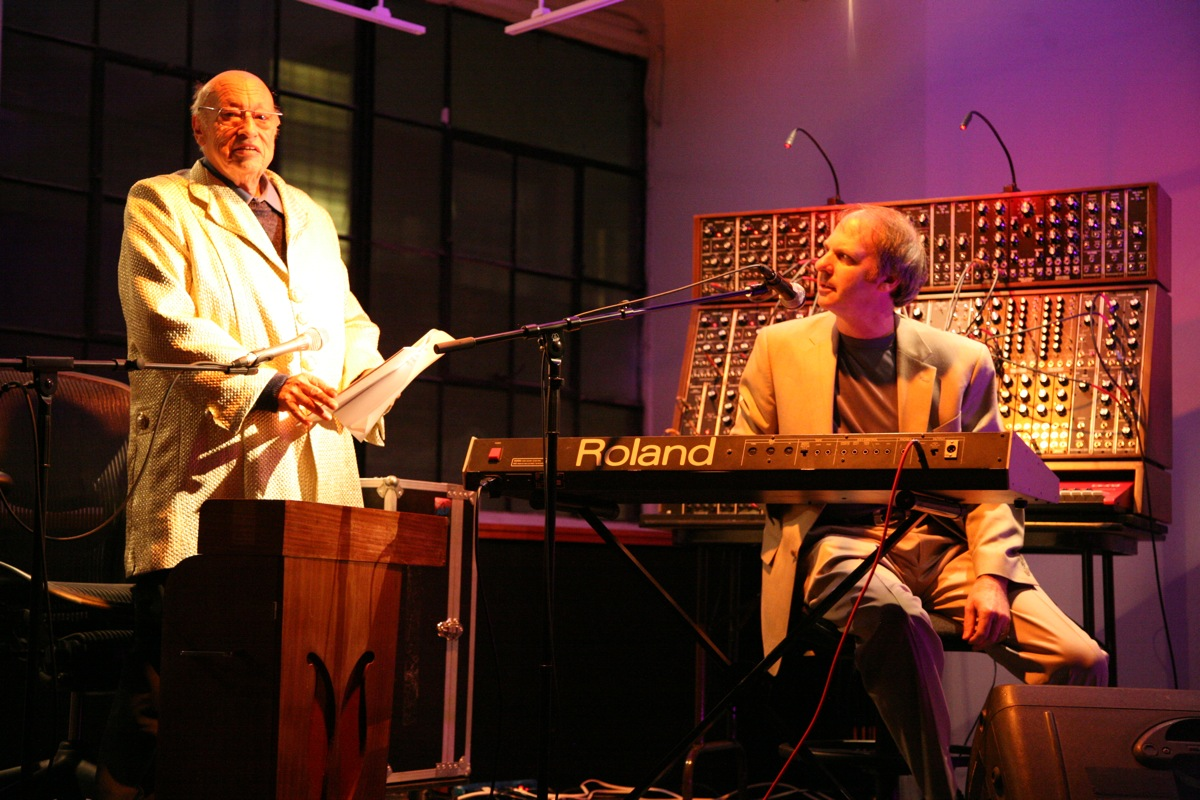
Perrey con Countryman il 29 agosto 2006

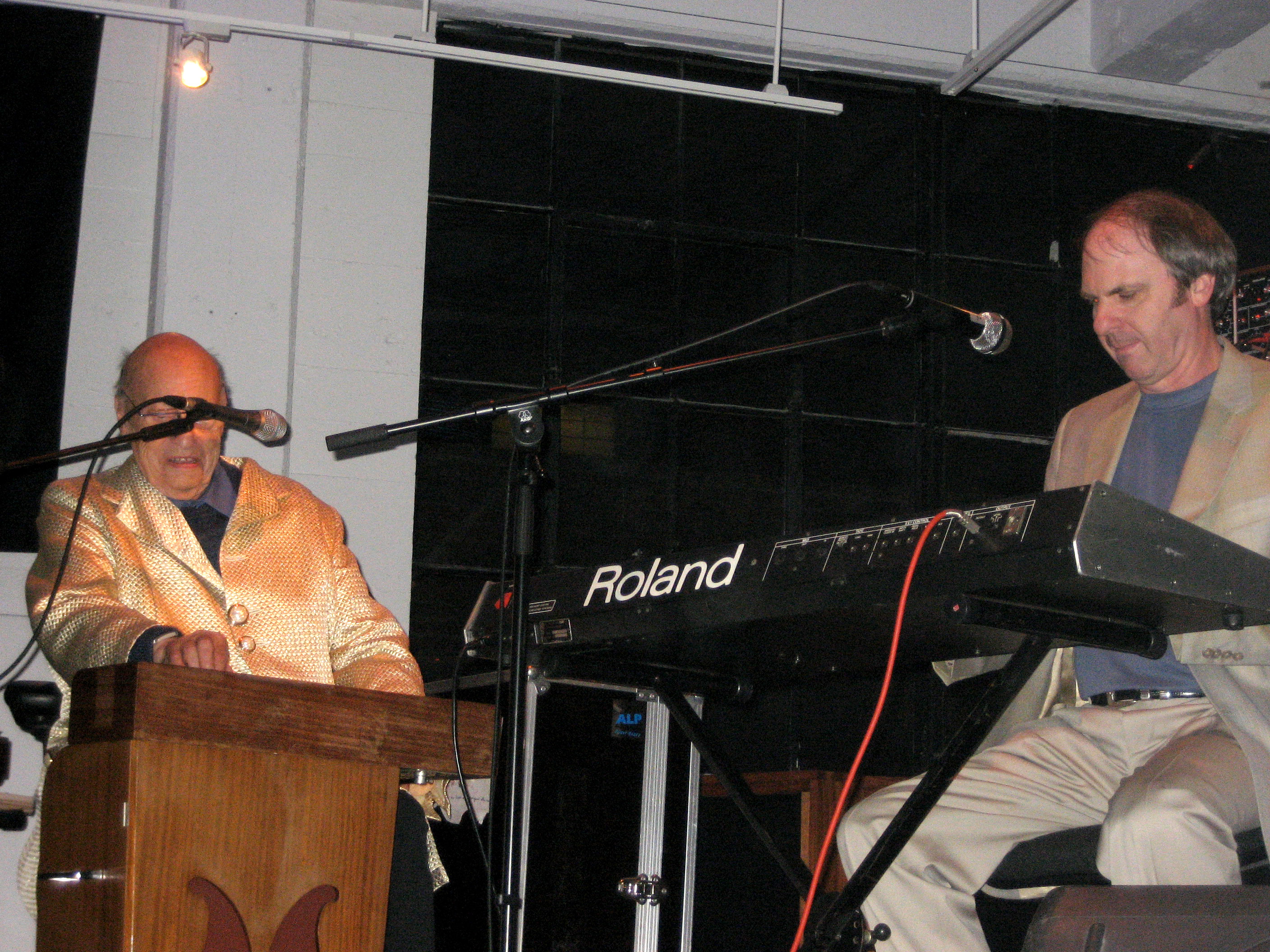
Perrey suona un Ondioline il 30 agosto 2006

Nello stesso periodo, Perrey iniziò anche a comporre le sue prime tracce. Una di queste, The Soul of a Poet, godette di vasta popolarità in Europa. Grazie al sostegno della cantante Édith Piaf, il musicista francese venne fornito di uno studio di registrazione. Dopo aver conosciuto Pierre Schaeffer, l'inventore della musica concreta, imparò a manipolare i nastri magnetici.
Successivamente, sempre grazie a Piaf, Perrey venne invitato a registrare musica negli Stati Uniti, dove venne anche reso noto attraverso una serie di apparizioni televisive in cui suonò l'Ondioline.
Dopo aver collaborato per un breve periodo con musicisti quali Harry Breuer, Angelo Badalamenti, e Billy Goldberg, Perrey conobbe Gershon Kingsley, musicista con il quale intraprese la sua collaborazione di maggior successo.
Il primo album del duo Perrey & Kingsley, The In Sound from Way Out!, pubblicato nel 1967, è costituito da bizzarre vignette elettroniche. Fu uno dei primi album di musica elettronica a divenire noto ad un pubblico di massa. Il seguente Kaleidoscopic Vibrations, uscito nello stesso anno, è considerato uno dei primi album di "Moog pop". Una delle sue tracce, Baroque Hoedown, viene usata tutt'oggi nelle "Main Street Electrical Parades" ("Parate elettriche di Main Street") inscenate dalla Walt Disney Company nei suoi parchi a tema.
Dopo aver pubblicato questi due album, ciascuno dei musicisti intraprese una carriera solista: Kingsley pubblicò alcuni album incentrati sui suoni prodotti dal Moog, Perrey iniziò invece a lavorare con la Laurie Productions nell'ambito dei jingle pubblicitari. Il suo album The Amazing New Electronic Pop Sounds del 1968, venne composto attraverso l'uso di apparecchiature elettroniche che includono il sintetizzatore Moog, l'Ondioline e l'Onde Martenot, mentre il successivo Moog Indigo, uscito nel 1970, contiene E.V.A., brano che venne campionato da numerosi dj e musicisti rap (inclusi Ice T, DJ Premier, Fatboy Slim, e i Gang Starr). Tornato in Francia nel 1970, Perrey continuò a comporre jingle pubblicitari e colonne sonore di serie animate, divenne il direttore musicale di una compagnia di ballo, e pubblicò numerosi album. Durante la propria carriera, ha partecipato ad iniziative terapeutiche, e collaborato con numerosi musicisti (Luke Vibert, Gilbert Sigrist, David Chazam, Dana Countryman, e Cosmic Pocket).

## Discografia

### Con Gerhon Kingsley (Perrey & Kingsley)
- 1966 - The In Sound From Way Out!
- 1967 - Kaleidoscopic Vibrations: Electronic Pop Music From Way Out
- 1971 - Kaleidoscopic Vibrations: Spotlight on the Moog (ristampa di Kaleidoscopic Vibrations: Electronic Pop Music From Way Out)
- 1975 - Incredible Synthesizer

### Album solisti e altre collaborazioni
- 1957 - Prelude au Sommeil (pubblicato solo in Francia)
- 1959 - Cadmus, Le Robot de l'Espace (pubblicato solo in Francia)
- 1960 - Mr. Ondioline (EP)
- 1962 - Musique Electronique Du Cosmos
- 1968 - The Amazing New Electronic Pop Sound of Jean Jacques Perrey
- 1969 - The Happy Moog
- 1970 - Moog Indigo
- 1971 - Moog Sensations
- 1972 - Moog Expressions
- 1972 - Quadraphonic Demonstration Album - Program 2
- 1973 - Moog Generation
- 1974 - Moog Mig Mag Moog
- 1975 - Moog Is Moog
- 1978 - Dynamoog (con Gilbert Sigrist)
- 1980 - Kartoonery
- 1998 - Good Moog - Astral Animations & Komputer Kartoons
- 1999 - Circus of Life (con Gilbert Sigrist)
- 2000 - Eclektronics (con David Chazam)
- 2006 - The Happy Electropop Music Machine (con Dana Countryman)
- 2007 - Moog Acid (con Luke Vibert)
- 2008 - Destination Space (con Dana Countryman)
- 2010 - Froots (con Cosmic Pocket)
- 2010 - Froots Juice: Fresh Remixes (con Cosmic Pocket)